# Jorge Chediak
Jorge Omar Chediak González (Montevideo, 7. listopada 1951.) urugvajski je pravnik i političar libanonskog podrijetla.

## Životopis
Jorge Chediak rođen je u Montevideu 7. listopada 1951. Diplomirao je odvjetništvo na Pravnom fakultetu Republičkog sveučilišta u Montevideu 1978. godine. Iste godine postao je članom Odvjetničke komore.
Prvo je radio kao odvjetnik u mjestima departmana Colonia. Nakon toga radio je i kao pravobranitelj za djecu, žene i osobe s invaliditetom u Durazno, i Montevideu, gdje je ujedno bio i sudački savjetnik. Kao pravobranitelj i odvjetnik radio je do 1984. u departmanima Maldonado i Salto, kada je postao sudac za razvode braka i preuzimanje skrbi nad djecom ili osobama s invaliditetom.
U travnju 1993. promaknut je u pomoćnog suca Prizivnog suda, koji je kasnije primenovan kao Obiteljski žalbeni sud. Tamo je radio punih 16 godine.
Nakon ostavke suca Hipólita Rodrigueza Caorsija u srpnju 2009. postaje sudac Vrhovnog suda Urugvaja, a od veljače 2015. i član Predsjedništva Vrhovnog suda Urugvaja.